# Bál Gangádhar Tilak
Bál Gangádhar Tilak (maráthsky बाळ गंगाधर टिळक) (23. července 1856 – 1. srpna 1920), zvaný Lókmánja (Lidem ctěný), byl představitel indického hnutí za nezávislost a vůdčí osobnost radikálního křídla Indického národního kongresu. Je považován za jednoho z prvních zastánců úplné nezávislosti Indie, otce indického nacionalismu a předchůdce nacionalismu hinduistického.